# Galeicles parvulus
Galeicles parvulus är en insektsart som beskrevs av Marius Descamps 1977. Galeicles parvulus ingår i släktet Galeicles och familjen Thericleidae. Inga underarter finns listade i Catalogue of Life.